# Живот послије живота
Живот послије живота (енгл. Life after life) је роман из 2013. ауторке Кејт Аткинсон. Први је од два романа о породици Тод. Други, Бог у рушевинама (енгл. God in Ruins) објављен је 2015. Роман Живот послије живота добио је признање многих критичара. 

## Фабула
Роман има чудну структуру, узастопно враћање у прошлост да би се описали алтернативни, могући животи главног актера Урсуле Тод, која је рођена 11. фебруара 1910. у Бакингемширу близу села Калфонт Сент Питер . У првој верзији, она је мртворођена, задављена пупчаном врпцом. У каснијим итерацијама њеног живота она умире као дијете - гуши се у мору, или када се од тога спасе, пада са крова покушавајући да дохвати луткицу која јој је испала. Затим, постоји неколико секвенци када она постаје жртва шпанског грипа 1918 - што се понавља изнова и изнова. Иако она већ има предзнање о томе, успјева да спријечи оболијевање од грипа тек из четвртог покушаја.
Затим слиједи њен несрећан живот, гдје преживљава трауму и након што бива силована, извршава илегални абортус. Удаје се за насилног и окрутног човјека који је убије након што она покуша да побјегне од њега. У каснијим животима она све ово спрјечава тако што је превентивно агресивна према потенцијалном силоватљу. У међувремену, она такође користи своје полу-сјећање да упозори комшиницу Ненси на овог злостављача. Спашена Ненси ће имати важну улогу у Урсулином каснијем животу јер улази у љубавну везу са Урсулиним братом Тедијем и постаје главни лик у наставку Бог у рушевинама
Још каснија понављања Урсулиног живота одводе је у Други свјетски рат, када она ради у Лондону за Ратну канцеларију и у више нарвата свједочи посљедицама њемачког бомбардовања укључујући и директан погодак у бункер у Аргил Роуду у новембру 1940. при чему је и сама у неким животима била жртва, а у неким спасилац. Такође, у једном животу се удала за Нијемца 1934. и због немогућности да се врати у Енглеску проживљава рат у Берлину под савезничким бомбардовањем.
Урсула на крају схвата, кроз снажан дежа ви да је живјела раније и одлучује да покуша да спријечи рат убиством Адолфа Хитлера 1930. Сјећање на њене раније животе такође пружа сазнање да ће након што се у Минхену спријатељи са Евом Браун моћи да се приближи Хитлеру са напуњеним пиштољем. Међутим, неизбјежна сцена је да је Хитлерови нацистички сљедбеници одмах убијају након што она упуца Хитлера.
Пошто се свака секвенца завршава Урсулином смрћу и мраком и не зна се шта слиједи - остаје нејасно да ли су се ти животи у ствари заиста догодили у објективном свијету или их је она само субјективно доживјела. Нарочито остаје нејасно да ли је убиство Хитлера 1930. заиста произвело измијењену временску линију у којој нацисти нису преузели власт у Њемачкој или су преузели власт под другим вођством са другачијим током Другог свјетског рата. Иако у својој инкарнацији из 1967. Урсула спекулише са својим нећаком о овоме као да је можда било, књига избјегава да дâ јасан одговор.

## Критике
Алекс Кларк дала је Животу послије живота позитивне критике, рекавши да су детаљи живота лијепо описани и да су трауматичне промјене у британском друштву такође добро забиљежене управо зато што она прелази директно из једног рата у други, тек касније враћа се да попуни, дјелимично, оно што се догодило између.
Гардијан је 2019. године Живот послије живота рангирао као 20. најбољу књигу од 2000. године. Писало се да је вртоглава измишљена конструкција заснована на таквој емоционалној интелигенцији да се борбе њене хероине увијек осјећају болно, радосно стварно. Роман је био 20. на Пастеовој листи од 40 најбољих романа 2010-их, а Алексис Гундерсон тврди: Нико не може да проживи толико живота и има толико других шанси да направи следећи корак у праву као протагонисткиња Урсула Тод. Али у деценију у којој се стварни свет кретао између ратова и избора, мало је више разјашњавајућих књижевних бекстава од живота послије живота.
Џенет Маслин за Њујорк Тајмс пише да је Живот послије живота књига пуна умних игара, али су сврсисходне, а не испразно разигране. Описала је као да има занимљив састав ликова и назвала је приказ британског искуства Другог свјетског рата храбрим и дубоко узнемирујућим, баш онако како то ауторка намјерава да буде. Њујорк Тајмс је такође уврстио овај роман међу 10 најбољих романа 2013. године
Уредник Волстрит журнала, Сем Сакс сматра да овај роман има велике шансе за Ман Букер награду. Он је рекао да се Урсулина жеља да избегне несрећу која ју је претходно убила мијеша са нелагодом са оним што је иначе вјешт и убједљив приказ еволуције енглеске породице током два свјетска рата сви остали ликови изгледају сложено наоружани слободном вољом.
Џилијен Фин каже да не постоји довољно придјева да се опише Живот послије живота: Опчињавајући, духовит, дирљив, радостан, тужан, дубок. Лудо маштовит, дубоко проживљен. Урнебесан. Хуман. 
Роман је такође уврштен међу десет најбољих белетристичких дјела деценије и проглашен за „дефинишући приказ ратног Лондона, јер Урсула доживљава разарање Блица из различитих перспектива, наглашавајући бесмисленост бомбардовања. Прича о њој вишеструки животи су и дирљиви и безбрижни, испуњени комичном страном и евокативним језиком о бројним животним радостима и тугама. Дејвид Кенфилд тврди да овај роман садржи наизглед бескрајну способност изненађења”, али да ће „издржати тест времена за своје међутренутке — своје портрете ратног времена, схватање живота једне жене испуњеног бесконачним могућностима.” Роман је такође био на листи 20 најбољих романа деценије часописа Литерари Хаб.
Мјешавина породичне саге с непостојаним осјећајем за вријеме и невјероватним животним приказом историје на највишем људском степену, пише Дејли Мејл